# Michael Rohde (joueur d'échecs)
Cet article concerne le joueur d'échecs. Pour le botaniste, voir Michael Rohde. Pour le footballeur, voir Michael Rohde (football).
Michael Rohde est un joueur d'échecs américain né le 26 août 1959 à New York. Il a le titre de  grand maître international depuis 1988, Au 1er janvier 2017, il est le 75e joueur américain avec un classement Elo de 2 408 points.

## Carrière aux échecs
Michael Rohde a remporté le championnat nordique à Sandefjord en 1975 (ex æquo avec Holm Pedersen et Schneider), le tournoi junior de Memphis en 1976, l'open international junior de Schilde (Belgique) en 1976 et le tournoi junior de Tel Aviv en 1977.
IL remporte l'open international Marshall de New York (avec 8 points sur 10) en 1979.
Dans les années 1980, il a remporté les tournois de San Francisco en 1987 et Philadelphie (World Open) en 1981 et 1989.
Dans les années 1990 et 2000, il fut premier ex æquo du championnat open des États-Unis à Los Angeles en 1991 et à Cherry Hill en 2007.

## Compétitions par équipe
Michael Rohde a représenté les États-Unis lors des championnats du monde par équipes des étudiants (moins de 26 ans) en 1978 (4 points sur 6 au quatrième échiquier) et en 1983 (3 points sur 5 au troisième échiquier). L'équipe américaine finit à chaque fois quatrième de la compétition.